# Inval-Boiron
Inval-Boiron és un municipi francès situat al departament del Somme i a la regió dels Alts de França. L'any 2007 tenia 78 habitants.

## Demografia

### Població

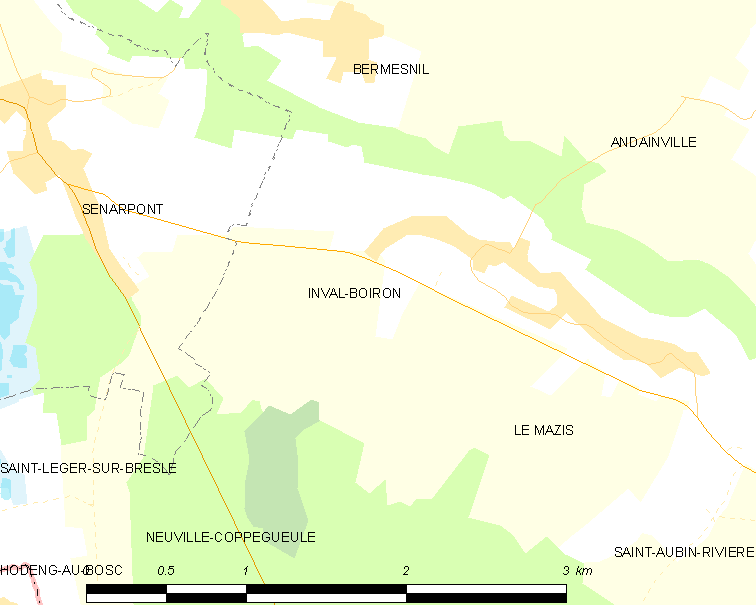

El 2007 la població de fet d'Inval-Boiron era de 78 persones. Hi havia 27 famílies de les quals 3 eren unipersonals (3 dones vivint soles i 3 dones vivint soles), 10 parelles sense fills i 14 parelles amb fills.
La població ha evolucionat segons el següent gràfic:
Habitants censats

### Habitatges
El 2007 hi havia 40 habitatges, 29 eren l'habitatge principal de la família, 5 eren segones residències i 6 estaven desocupats. Tots els 39 habitatges eren cases. Dels 29 habitatges principals, 24 estaven ocupats pels seus propietaris i 5 estaven llogats i ocupats pels llogaters; 1 tenia una cambra, 6 en tenien tres, 7 en tenien quatre i 15 en tenien cinc o més. 17 habitatges disposaven pel capbaix d'una plaça de pàrquing. A 17 habitatges hi havia un automòbil i a 9 n'hi havia dos o més.

### Piràmide de població
La piràmide de població per edats i sexe el 2009 era:
| Homes | Edats   | Dones |
| ----- | ------- | ----- |
| 0     | 95 o +  | 0     |
| 0     | 90 a 94 | 4     |
| 4     | 85 a 89 | 0     |
| 4     | 80 a 84 | 4     |
| 0     | 75 a 79 | 8     |
| 0     | 70 a 74 | 0     |
| 0     | 65 a 69 | 0     |
| 0     | 60 a 64 | 4     |
| 8     | 55 a 59 | 8     |
| 0     | 50 a 54 | 12    |
| 0     | 45 a 49 | 0     |
| 0     | 40 a 44 | 0     |
| 4     | 35 a 39 | 0     |
| 8     | 30 a 34 | 4     |
| 0     | 25 a 29 | 8     |
| 4     | 20 a 24 | 0     |
| 4     | 15 a 19 | 0     |
| 0     | 10 a 14 | 0     |
| 8     | 5 a 9   | 0     |
| 0     | 0 a 4   | 4     |

## Economia

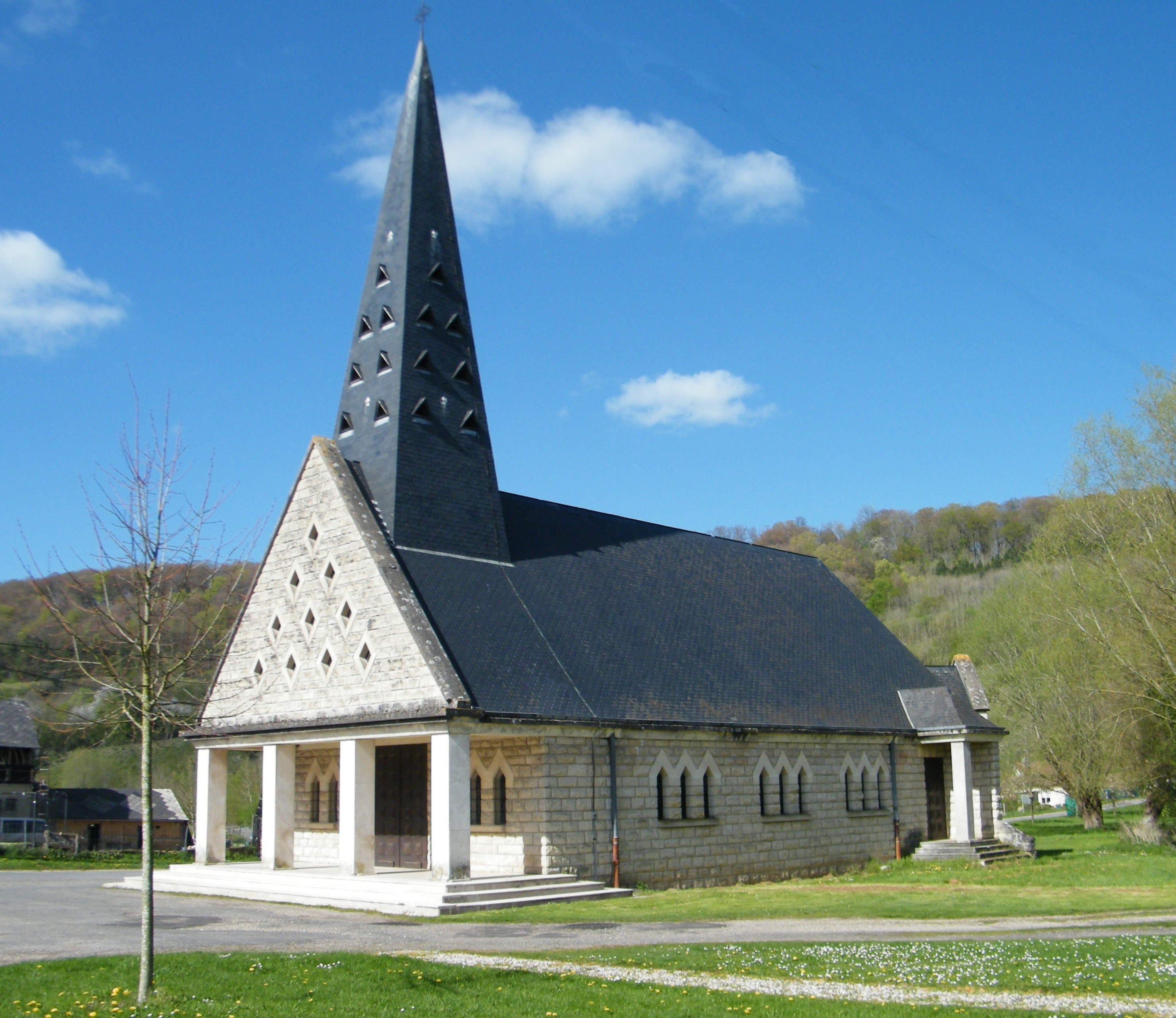

El 2007 la població en edat de treballar era de 45 persones, 24 eren actives i 21 eren inactives. De les 24 persones actives 23 estaven ocupades (14 homes i 9 dones) i 2 estaven aturades (2 dones i 2 dones). De les 21 persones inactives 9 estaven jubilades, 3 estaven estudiant i 9 estaven classificades com a «altres inactius».
Activitats econòmiques
Dels 3 establiments que hi havia el 2007, 1 era d'una empresa d'informació i comunicació, 1 d'una empresa de serveis i 1 d'una entitat de l'administració pública.
L'any 2000 a Inval-Boiron hi havia 7 explotacions agrícoles.

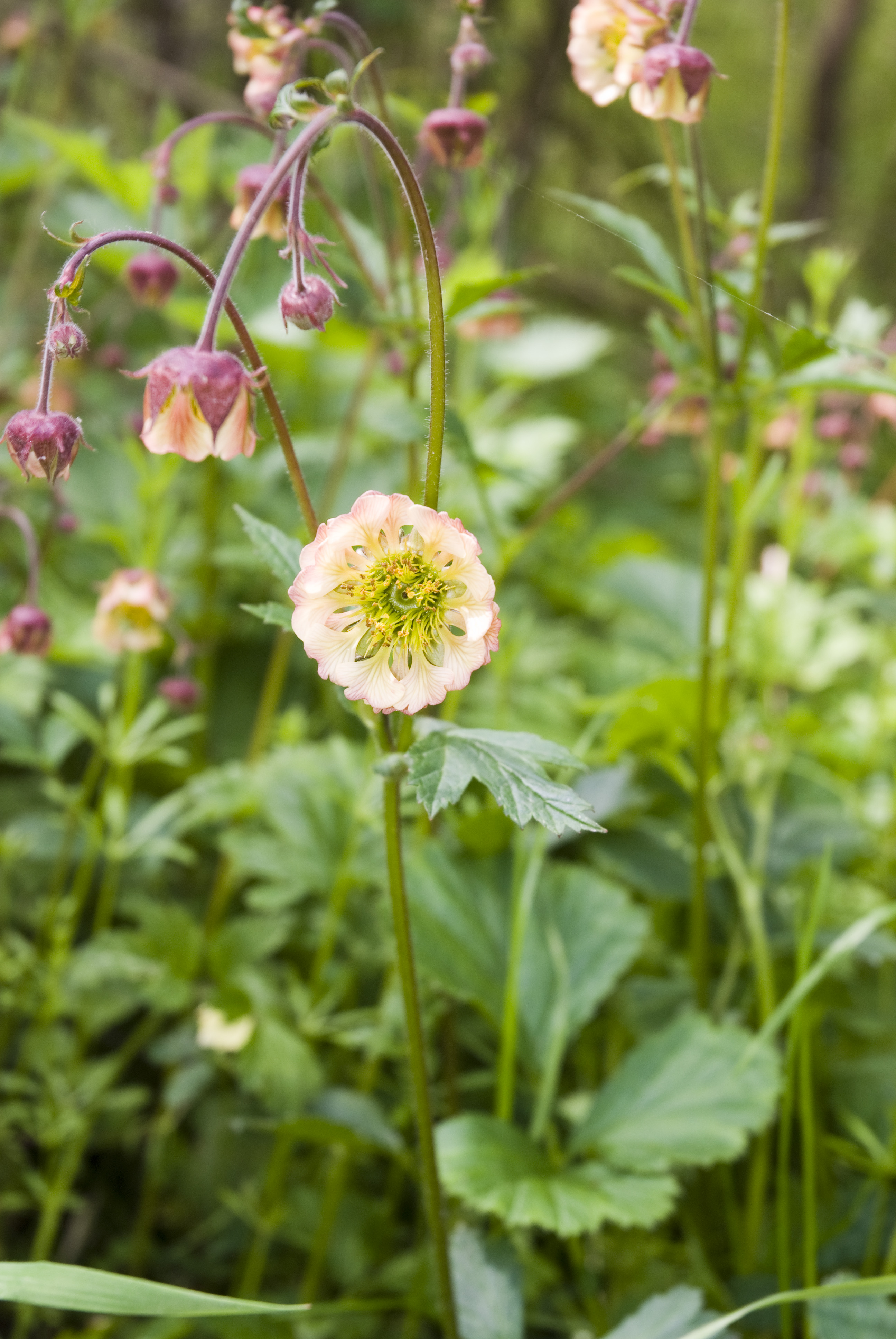

## Poblacions més properes
El següent diagrama mostra les poblacions més properes.